# Zielonka (Powiat Wołomiński)
Zielonka ist eine Stadt im Powiat Wołomiński in der Woiwodschaft Masowien, Polen. Sie hat den Status einer Stadtgemeinde.

## Geographie
Zielonka liegt ca. 13 km nordöstlich von Warschau am Fluss Długa. Die Stadt hat eine Flächenausdehnung von 79,23 km². 5 % des Stadtgebiets werden landwirtschaftlich genutzt, 53 % sind mit Wald bedeckt.

## Geschichte

### Bis 1914
In der zweiten Hälfte des 10. Jahrhunderts unterstand das Dorf der Wallburg in Bródno, die dem Fürsten Siemomysław gehörte. Nach der Zerstörung der Burg im 11. Jahrhundert unterstand das Land Zawichostowi. Im 14. Jahrhundert kam das Dorf unter die Verwaltung der königlichen Güter in Bródno. Im 16. Jahrhundert entstand am Fluss Długa eine Mühle, Reste des Gebäudes gibt es noch heute. Wahrscheinlich bereits im 16. Jahrhundert, aber spätestens im 18. Jahrhundert entstand der Name Zielonka. Im 17. Jahrhundert kam das Dorf in den Besitz des Marcinkanki-Klosters in Warschau. Während des Kościuszko-Aufstands fand am 26. Oktober 1794 eine Schlacht bei Zielonka statt. 1862 wurde durch Zielonka die Petersburg-Warschauer Eisenbahn gebaut. Nach Inbetriebnahme der Eisenbahnlinie entstanden viele Sommersitze von Warschauer Bürgern in Zielonka.

### 1914 bis heute
Während des Ersten Weltkrieges wurden Arbeiter aus Zielonka zur Arbeit in deutschen Rüstungsbetrieben gezwungen. 1919 wurde Zielonka Sitz des Wojskowy Instytut Techniczny Uzbrojenia (Militärisches Institut für Rüstungstechnik). Im August 1920 fand eine Schlacht zwischen der Roten Armee und der polnischen Armee statt. 1926 wurde zum ersten Mal der Name Zielonka für die Gemeinde verwendet. Zu dieser Zeit stieg die Bevölkerungszahl deutlich an. Für militärische Zwecke wurde eine Schmalspurbahn angelegt. 1939 wurde bei Zielonka ein Feldflugplatz zur Verteidigung eingerichtet. Am 13. September 1939 wurde die Gemeinde von der Wehrmacht besetzt. Am 11. November 1939 im Wald erschossen die Deutschen 9 Pfadfinder und Einwohner von Zielonka. Dieser Mord war eine Vergeltung der Deutschen für das Aufhängen von Plakaten im Gebiet von Zielonka mit dem Text "Rota" von Maria Konopnicka. Am 30. Juli 1944 erreichte die Rote Armee die Stadt.
1948 wurde Zielonka eine eigenständige Gemeinde. Am 1. Januar 1961 erhielt Zielonka das Stadtrecht.
Von 1975 bis 1998 gehörte die Gemeinde zur Woiwodschaft Warschau.

## Bildung
Die Gemeinde verfügt über sieben Kindergärten (przedszkole), drei öffentliche Grundschulen (szkoła podstawowa) und eine Mittelschule (gimnazjum). Dazu kommt eine nicht öffentliche Schule mit Grund- und Mittelschule und ein Schulzentrum.

## Verkehr
Durch die Stadt verläuft die Bahnlinie Warschau-St. Petersburg. Es gibt zwei Bahnhöfe der Stadt. Ebenfalls verlaufen durch die Stadt die Droga wojewódzka 631 Warschau–Zielonka–Nowy Dwór Mazowiecki und die Droga wojewódzka 634 Warschau–Zielonka–Tłuszcz.